# Южнонемецкая голова мавра
Южнонемецкая голова мавра (нем. Süddeutscher Mohrenkopf) — порода голубей, выведенная немецкими голубеводами.

## История
Родиной этой породы голубей является город Вюртемберг в Южной Германии. Первое упоминание о породе относится к началу XVII века, а стандарт породы был принят в 1978 году.

## Общее впечатление
Птицы имеют различное цветное оперение. Они сильно напоминают немецких крестовых монахов, но перья первого порядка в крыльях белые. У голубей этой разновидности прекрасная осанка, гордый вид, высокая посадка на ногах. Оперение у них бывает чёрное, красное, желтое и голубое. Характерной чертой породы является раковинообразный, плотный, высокий чуб, переходящий сзади в гриву, а по бокам опускающийся до ушей с завитками на концах.

## Полет
Полёт этих птиц — круговой на небольшой высоте, непродолжительный. Их полёт происходит часто отдельно от стаи.

## Содержание
К условиям содержания нетребовательны, плодовиты и хорошо выкармливают птенцов.